# 紫蓝火口
紫蓝火口（学名：Paraneetroplus synspilus，之前学名：Cichlasoma synspilum）是辐鳍鱼纲鲈形目慈鲷科副尼麗魚屬的一种观赏鱼类。该物种主要分布于中美洲乌苏马辛塔河，体长可达35公分。